# Anikó Góg
Anikó Góg (Orosháza, 10 de fevereiro de 1980) é uma triatleta profissional húngara.

## Carreira
Anikó Góg competidora do ITU World Triathlon Series, disputou os Jogos de Sydney 2000, ficando em 39º.